# سارة لافين
سارة كيت لافين (من مواليد 28 مايو 1994) هي لاعبة ألعاب قوى أيرلندية متخصصة في سباق الحواجز. حصلت على المركز الرابع في دورة الألعاب الجامعية الصيفية 2019. بالإضافة إلى ذلك، فازت بالميدالية الفضية في بطولة أوروبا للناشئين عام 2013، ومثلت أيرلندا في الألعاب الأولمبية الصيفية 2020. تنافست لافين في الألعاب الأولمبية الصيفية 2024 في باريس، حيث وصلت إلى الدور نصف النهائي في سباق 100 متر حواجز.
أفضل أرقامها الشخصية هي 12.62 ثانية في سباق 100 متر حواجز (الرقم القياسي الوطني الأيرلندي) (0.3 متر/ثانية، ميونيخ 2022) و7.90 ثانية في سباق 60 متر حواجز في غلاسكو عام 2024.
بزمن قدره 11.27 ثانية، أصبحت لافين حاملة الرقم القياسي الأيرلندي السابق في سباق 100 متر مسطح في سويسرا عام 2023.